# Lars Bottelier
Lars Bottelier (4 marzo 1997) è un nuotatore olandese, specializzata nel nuoto di fondo.

## Biografia
Ha rappresentato i Paesi Bassi agli europei di nuoto di Budapest 2020, disputati nel maggio 2021 presso il Lago Lupa, classificandosi ventiduesimo nella 10 km e quinto nella 25 km.

## Palmarès
| Anno | Manifestazione   | Sede     | Evento | Risultato | Prestazione | Note |
| ---- | ---------------- | -------- | ------ | --------- | ----------- | ---- |
| 2021 | Europei di nuoto | Budapest | 10 km  | 22º       | 1h53'05"7   |      |
| 2021 | Europei di nuoto | Budapest | 25 km  | 5º        | 4h36'17"9   |      |